# Соломерецкий, Иван Васильевич
Князь Иван Васильевич Соломерецкий (? — 1578) — крупный государственный деятель Великого княжества Литовского и Речи Посполитой, староста Пинский (?-1552), наместник Глуский и Дубошенский (1554—1555), Глуский и Дубошенский (1555—1556), староста Мстиславский и Радомский (с 1558 года), каштелян Мстиславский (с 1566 года). Основатель младшей линии рода Соломерецких.

## Биография
Происходил из белорусского магнатского рода Соломерецких герба Равич. Младший сын князя Василия Ивановича Соломерецкого (1490—1560), наместника Могилевского, и Анны Ивановны Владыки (ум. 1560). О дате рождения ничего неизвестно.
Благодаря родительскому влиянию начал государственную карьеру. В 1541 году назначается державцем (наместником) айнского волости (современное местечко Гайна). Через несколько лет назначается пинским старостой. В 1544 году мать подарила Ивану свое имение Старый Семкав. В 1552 году Иван Соломерецкий уступает должности державца айнского в пользу старшего брата Богдана. Должность старосты Пинского передал Ходкевичу. Вскоре вместе с братом Богданом достигли соглашения с другим братом Юрием об отказе последнего от материнского наследия. За это ему было пожаловано имение Гаголицы.
В 1554 году Иван Соломерецкий назначается наместником Глуским и Дубошенским. Последнее было заменено на быховское наместничество. В 1556 году король Сигизмунд Август отнял у него глуское наместничество. В 1558 году становится старостой Мстиславским и Радомским. На этих должностях способствовал православной церкви, возведению храмов.
В 1566 году князь Иван Васильевич Соломерецкий назначается первым каштеляном Мстиславским. В 1567 году получает чин королевского ротмистра. Зимой 1568/1569 года держал отряд в 200 всадников, получая на них «плату» из казны Речи Посполитой. В 1569 году после некоторого колебания поддержал Люблинскую унию, в результате которой была образована Речь Посполитая.
Скончался в 1578 году в Мстиславле.

## Семья
1-я жена — Богдана (? — 1550), дочь Павла Ивановича Сапеги (ок. 1490—1579), маршалка господарского. Брак бездетный.
2-я жена — Анна, дочь Яна Юрьевича Глебовича (ок. 1480—1549), канцлера Великого княжества Литовского и воеводы виленского.
Дети от второго брака:
- Богдан Соломерецкий (? — 1602), староста Кричевский
- Барбара Соломерецкая, 1-й муж — Филипп Лимант; 2-й муж — Константин Юрьевич Ходкевич (ум. 1571); 3-й муж — Станислав Станиславович Довойна (ум. 1573), воевода полоцкий.
- Марина